# نیروگاه هسته‌ای گنکای
نیروگاه هسته‌ای گنکای (به لاتین: Genkai Nuclear Power Plant) یک نیروگاه هسته‌ای در ژاپن است که در گنکای، ساگا واقع شده‌است.